# Елизавета Польская (герцогиня Померании)
Елизавета Польская или Эльжбета Казимировна (пол. Elżbieta Kazimierzówna; 1326—1361) — польская принцесса, старшая дочь короля Польши Казимира III и его первой жены, Альдоны Литовской. В браке с Богуславом V Великим — герцогиня Померании.

## Биография
Елизавета была обручена со своим будущим шурином, Людвигом VI Баварским. Однако за него в конечном итоге вышла её младшая сестра Кунигунда.
24 февраля 1343 года в Познани между отцом Елизаветы и герцогом Померании Богуславом V было заключено соглашение, направленное главным образом против Тевтонского ордена. В результате Елизавета вышла замуж за Богуслава 28 февраля 1343 года. Она получила приданое от своего отца в двадцать тысяч копеек и во время брака в основном жила в замке Дарлово.
У пары было двое выживших детей дети:
- Елизавета (1346/1347—1393), четвёртая жена с 1363 года императора Священной Германской империи и короля Чехии Карла IV Люксембургского[2]
- Казимир (ок. 1345/1351—1377), князь Добжиньский (1370—1377) и герцог Померании-Слупска (1374—1377)[1][2]

Елизавета не увидела, как её дочь, также Елизавета, вышла замуж за императора Священной Германской империи в 1363 году. Герцогиня умерла за два года до этого, в 1361 году в монастыре ордена Святого Августина в Свёнтках и была похоронена там.